# Marcin Orłowita
Marcin Orłowita (ur. 1560, zm. 1630) – patrycjusz bydgoski, kupiec, rajca miejski, burmistrz Bydgoszczy.

## Życiorys
Urodził się w 1560 r., prawdopodobnie w rodzinie szlacheckiej. Zajmował się handlem zbożem i był właścicielem spichlerza. Miał także prawo zasiadania w radzie miejskiej. Jako człowiek powszechnie szanowany był w latach 1598–1626 dwunastokrotnie wybierany rajcą miejskim oraz ośmiokrotnie burmistrzem Bydgoszczy (1611–1613, 1619–1622, 1625). 
Urząd ten pełnił wzorowo. Ceniony był przez licznych dostojników, nawet przez królewicza Władysława, późniejszego króla Władysława IV, który zatrzymywał się w jego domu podczas bytności w Bydgoszczy. 
Nie szczędził ofiar na biednych i kościół. Należał do dobroczyńców bydgoskiego klasztoru bernardynów, ofiarowując mu paramenta i zostawiając legat 200 florenów. Był fundatorem kaplicy cechowej św. Anny w kościele farnym. Na jej utrzymanie zostawił legat 2,5 tys. florenów. Z tej sumy kościół corocznie miał otrzymywać 200 florenów czynszu, 160 florenów za pracę i 40 florenów na naprawę kaplicy. W zamian zobowiązywał kościół do odprawiania czterech mszy w tygodniu. 
Zmarł 28 marca 1630 r. przeżywszy 70 lat. Był żonaty z Agnieszką. Dymitrowną (zm. 1627).
Łukasz Porrhebiusz, mieszczanin krakowski, jego siostrzeniec i spadkobierca, ufundował mu tablicę nagrobną, którą umieszczono w kaplicy św. Anny w bydgoskim kościele farnym. Później po rozebraniu kaplicy w I połowie XIX w., wmurowano epitafium w południową ścianę prezbiterium. 
Jego imię nosi jedna z bydgoskich ulic na osiedlu Błonie.